# 韦尔东河畔博迪纳尔
韦尔东河畔博迪纳尔（法語：Baudinard-sur-Verdon，法語發音：[bodinaʁ syʁ vɛʁdɔ̃]）是法国普罗旺斯-阿尔卑斯-蓝色海岸大区瓦尔省的一个市镇，位于该省北部偏西，属于布里尼奥勒区。

## 地理
韦尔东河畔博迪纳尔（43°42'59"N, 6°8'4"E）面积21.97 平方千米，位于法国普罗旺斯-阿尔卑斯-蓝色海岸大区瓦尔省，该省份为法国东南部沿海省份，北起上普罗旺斯阿尔卑斯省，西北角与沃克吕兹省接壤，西接罗讷河口省，南濒地中海，东临滨海阿尔卑斯省。
与韦尔东河畔博迪纳尔接壤的市镇（或旧市镇、城区）包括：蒙塔尼亚克-蒙珀扎、韦尔东河畔圣克鲁瓦、韦尔东河畔阿蒂尼奥斯克、博迪昂、雷居斯。

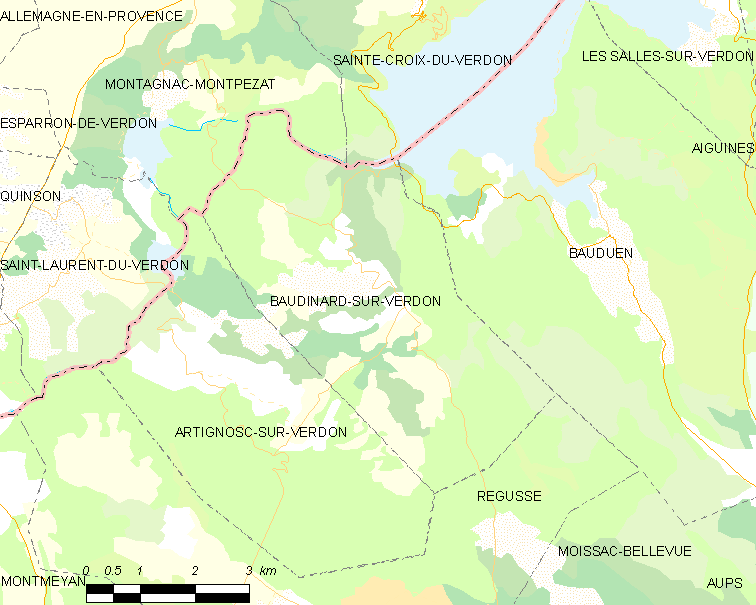
韦尔东河畔博迪纳尔的OSM定位图

韦尔东河畔博迪纳尔的时区为UTC+01:00、UTC+02:00（夏令时）。

## 行政
韦尔东河畔博迪纳尔的邮政编码为83630，INSEE市镇编码为83014。

## 政治
韦尔东河畔博迪纳尔所属的省级选区为弗拉约斯克县。

## 人口

1962-2008年间韦尔东河畔博迪纳尔人口变化图示

韦尔东河畔博迪纳尔于2022年1月1日时的人口数量为237人。